# Marie-Guillemine Benoist

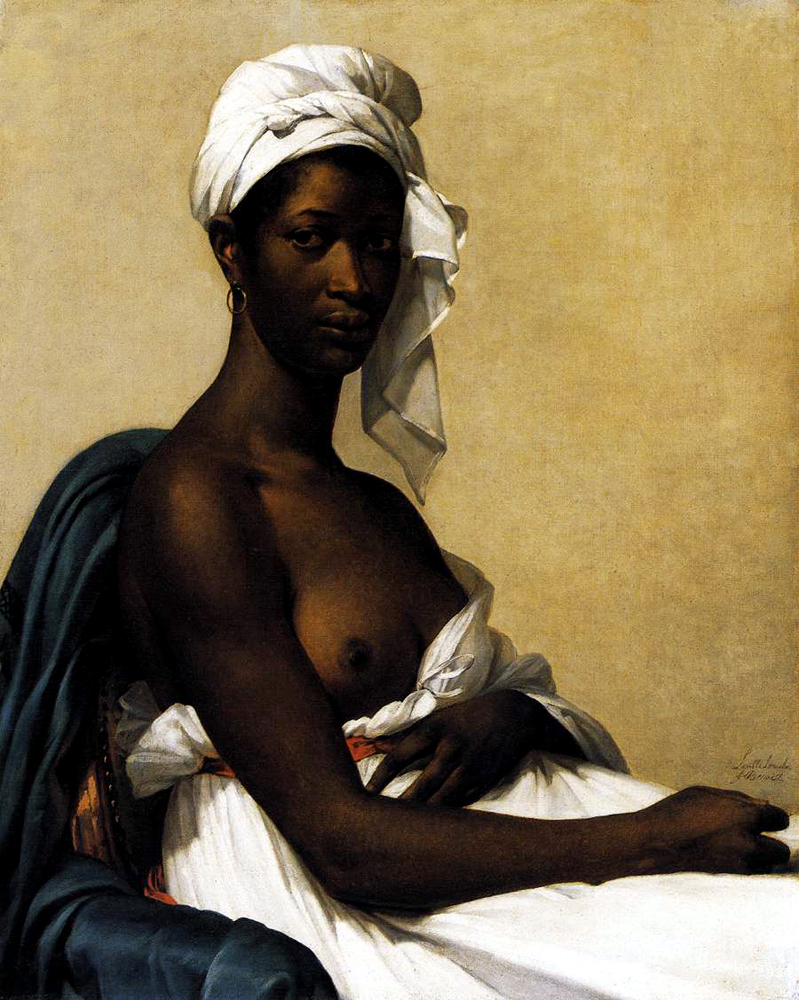
Portrait d'une négresse, cunoscut acum ca Portrait de Madeleine'1800, Muzeul Luvru

Marie-Guillemine Benoist, născută Marie-Guillemine de Laville-Leroux (n. 18 decembrie 1768, Paris, Regatul Franței – d. 8 octombrie 1826, Paris, Franța), a fost o pictoriță neoclasicistă, de scene istorice și de gen franceză.

## Biografie
Benoist s-a născut la Paris, fiica unui funcționar public. Formarea ei ca artistă a început în 1781 cu Élisabeth Vigée Le Brun, iar în 1756 a intrat în atelierul lui Jacques-Louis David împreună cu sora ei Marie-Élisabeth Laville-Leroux⁠(d).
Poetul Charles-Albert Demoustier⁠(d), care a cunoscut-o în 1784, a fost inspirat de ea pentru a crea personajul Émilie în lucrarea sa Lettres à Émilie sur la mythologie (1801).
În 1791, Benoist a expus pentru prima dată la Salonul de la Paris, prezentând tabloul ei inspirat de mitologie Psyché faisant ses adieux à sa famille. O altă pictură a ei din această perioadă, L'Innocence entre la vertu et le vice, este la fel de mitologică și dezvăluie interesele ei feministe — în acest tablou, viciul este reprezentat de un bărbat, deși în mod tradițional era reprezentat de o femeie. În 1793, s-a căsătorit cu avocatul Pierre-Vincent Benoist.
Opera ei, reflectând influența lui Jacques-Louis David, a tins din ce în ce mai mult spre pictura de scene istorice până în 1795. În 1800, Benoist a expus Portrait d'une négresse (din 2019 redenumit Portrait de Madeleine⁠(d)) la Salon. Cu șase ani în urmă, sclavia fusese abolită, iar această imagine a devenit un simbol pentru emanciparea femeilor și drepturile oamenilor de culoare. James Smalls, profesor de istoria artei la Universitatea din Maryland, a declarat că „pictura este o anomalie, deoarece prezintă o persoană de culoare ca unicul subiect și obiect estetizat al unei opere de artă”. Tabloul a fost achiziționat de Ludovic al XVIII-lea pentru Franța în 1818.
O comandă importantă pentru un portret în lungime completă al lui Napoléon Bonaparte - Premier Consul Français în această perioadă - i-a fost acordată în 1803. Acest portret urma să fie trimis orașului Gent, proaspăt cedat Franței prin Tratatul de la Lunéville din 1801.A primit și alte onoruri; a primit o medalie de aur la Salonul din 1804 și a primit o indemnizație guvernamentală. În acest timp a deschis un atelier pentru formarea artistică a femeilor.
Cariera ei a fost însă afectată de evoluțiile politice, când soțul ei, susținătorul cauzelor regaliste, contele Benoist, a fost nominalizat în Conseil d'État în timpul Restaurației franceze de după 1814. În ciuda faptului că se afla la apogeul popularității sale, „a fost obligată să renunțe la pictură”  și la urmărirea cauzele femeilor, în parte datorită devoir de réserve („retragerea cu tact”) în fața valului de conservatorism în creștere în societatea europeană.

## Lucrări
- Autoportret, 1786 ( Staatliche Kunsthalle Karlsruhe )
- Psyché faisant ses adieux a sa famille (1791)
- L'Innocence entre la vertu et le vice
- Portretul de Madeleine (cunoscut anterior ca Portrait d'une négresse (1800, Musée du Louvre )) [14]
- Portret Madame Philippe Panon Debassayns de Richmont și fiul ei Eugene (1802, Metropolitan Museum of Art )
- Portretul lui Napoléon (1804, curtea din Gent )
- Portrait du Maréchal Brune (1805, detruit; une copie se trouve au Musée du Château de Versailles )
- Portretul lui Pauline Borghèse (1807, Musée du Château de Versailles)
- Portret de Marie-Élise, mare duchesse de Toscane (Pinacoteca Nazionale, Lucca )
- Portret de l'imperatrice Marie-Louise ( Château de Fontainebleau )
- La lecture de la Bible, (1810, muzeul municipal, Louviers )
- La Consultation ou La Diseuse de bonne-aventure, Saintes Musée municipal.

## Galerie

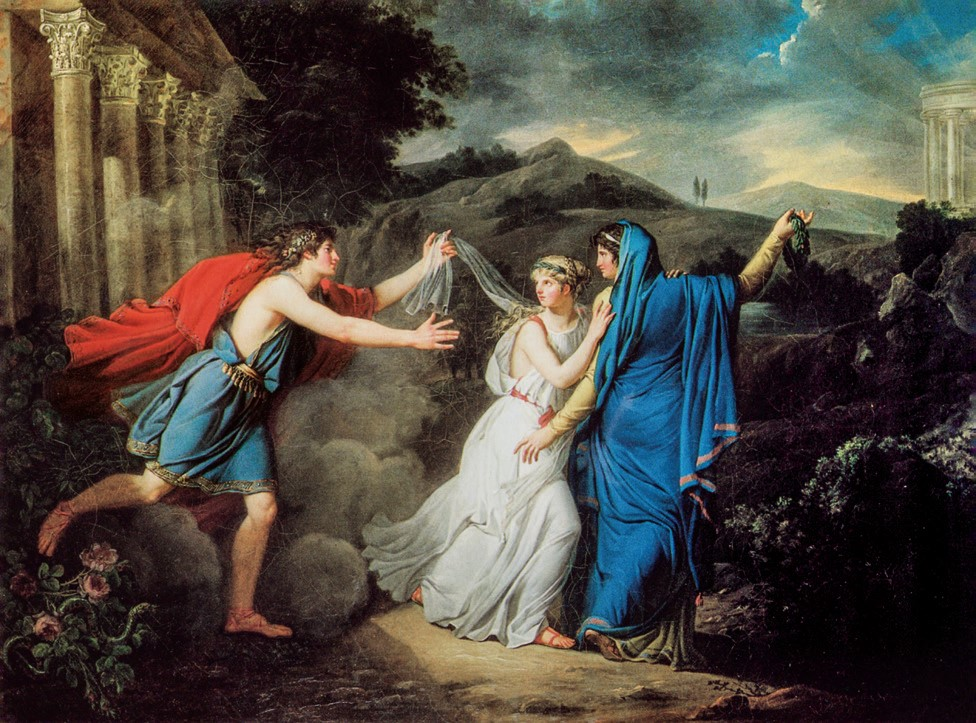
Inocența între viciu și virtute, 1790 (colecție privată)
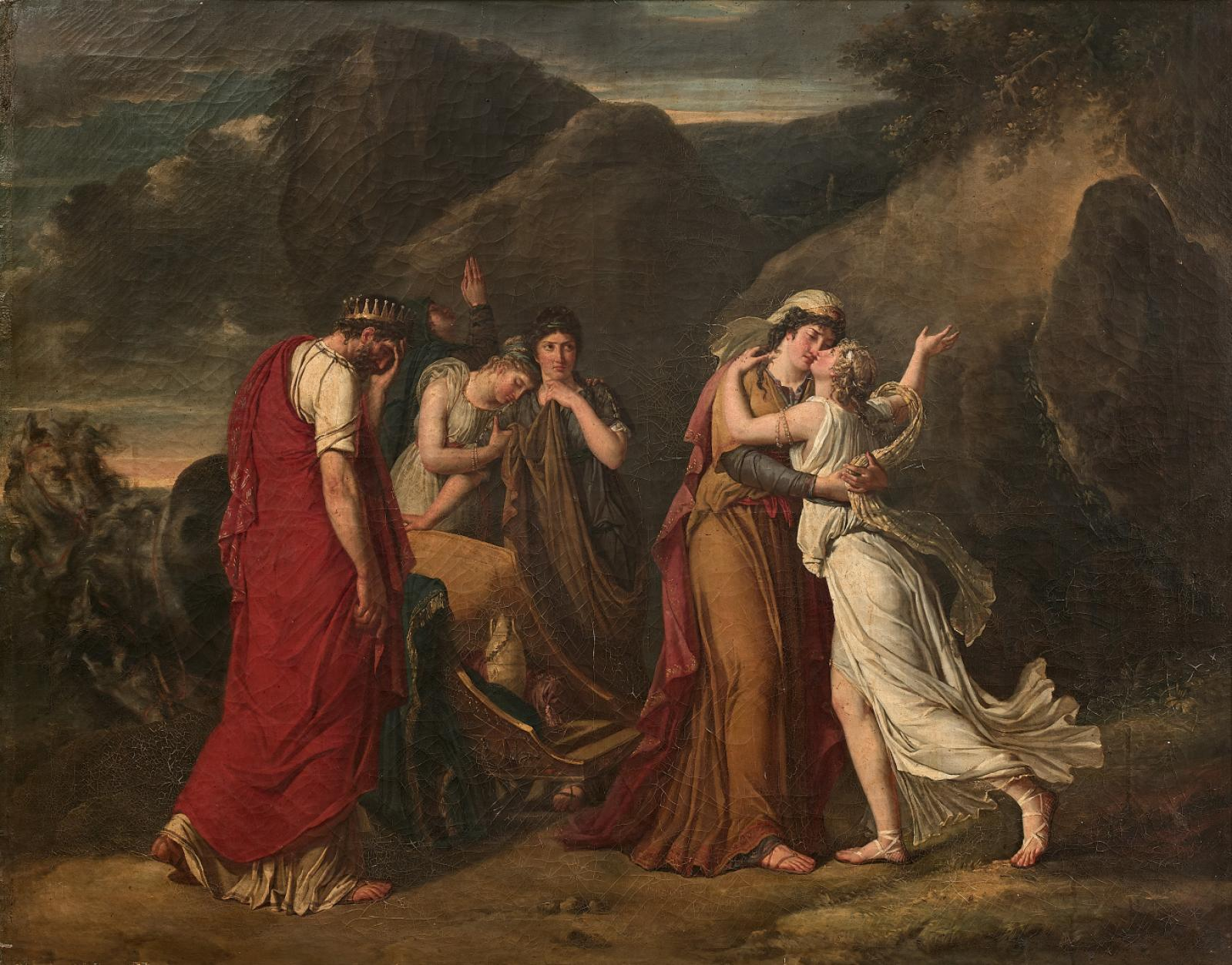
Psyche își ia rămas bun de la familia ei, 1791 (Muzeul de Arte Plastice din San Francisco)
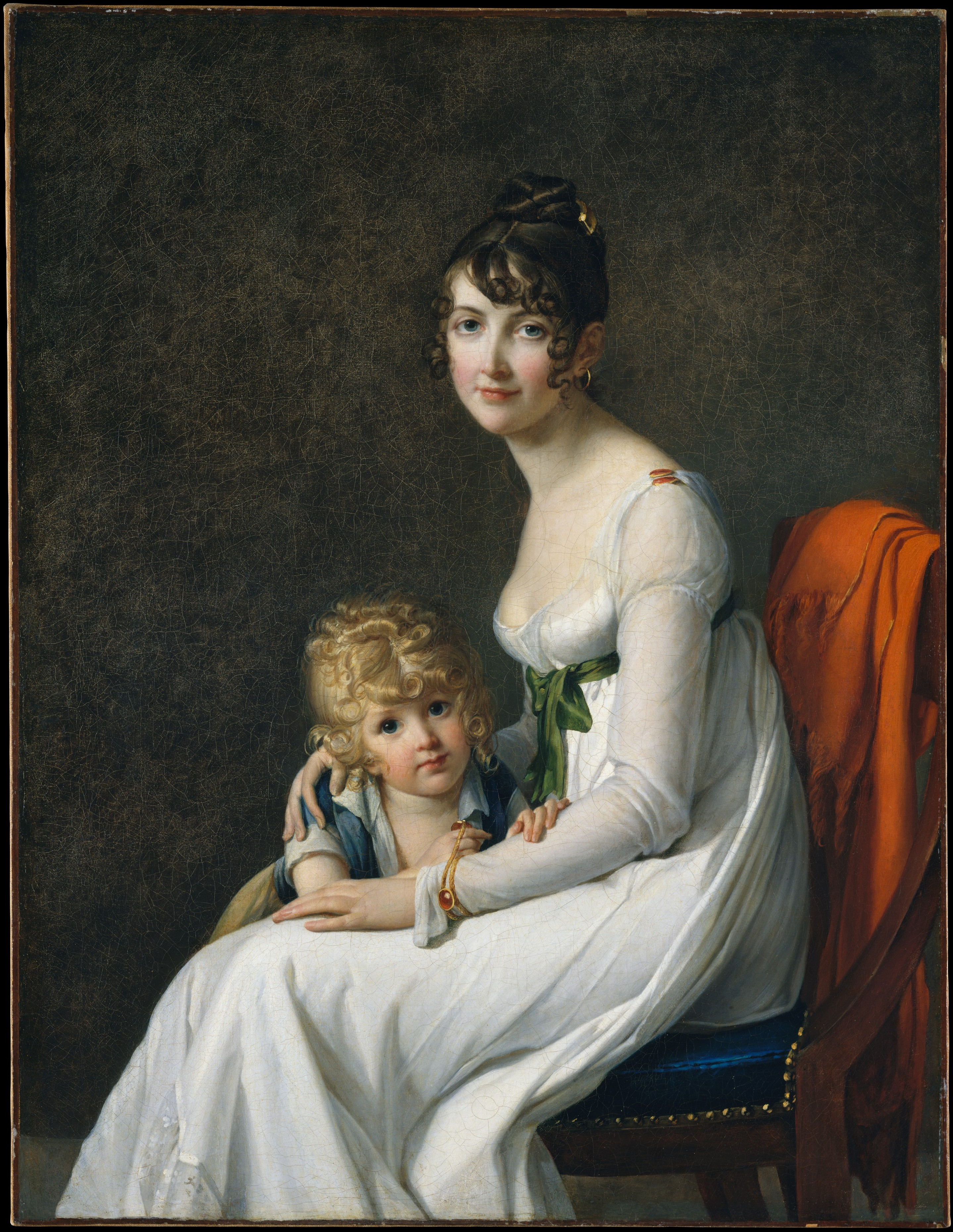
Madame Philippe Panon Desbassayns de Richemont (Jeanne Eglé Mourgue) și fiul ei Eugène (Muzeul Metropolitan de Artă)
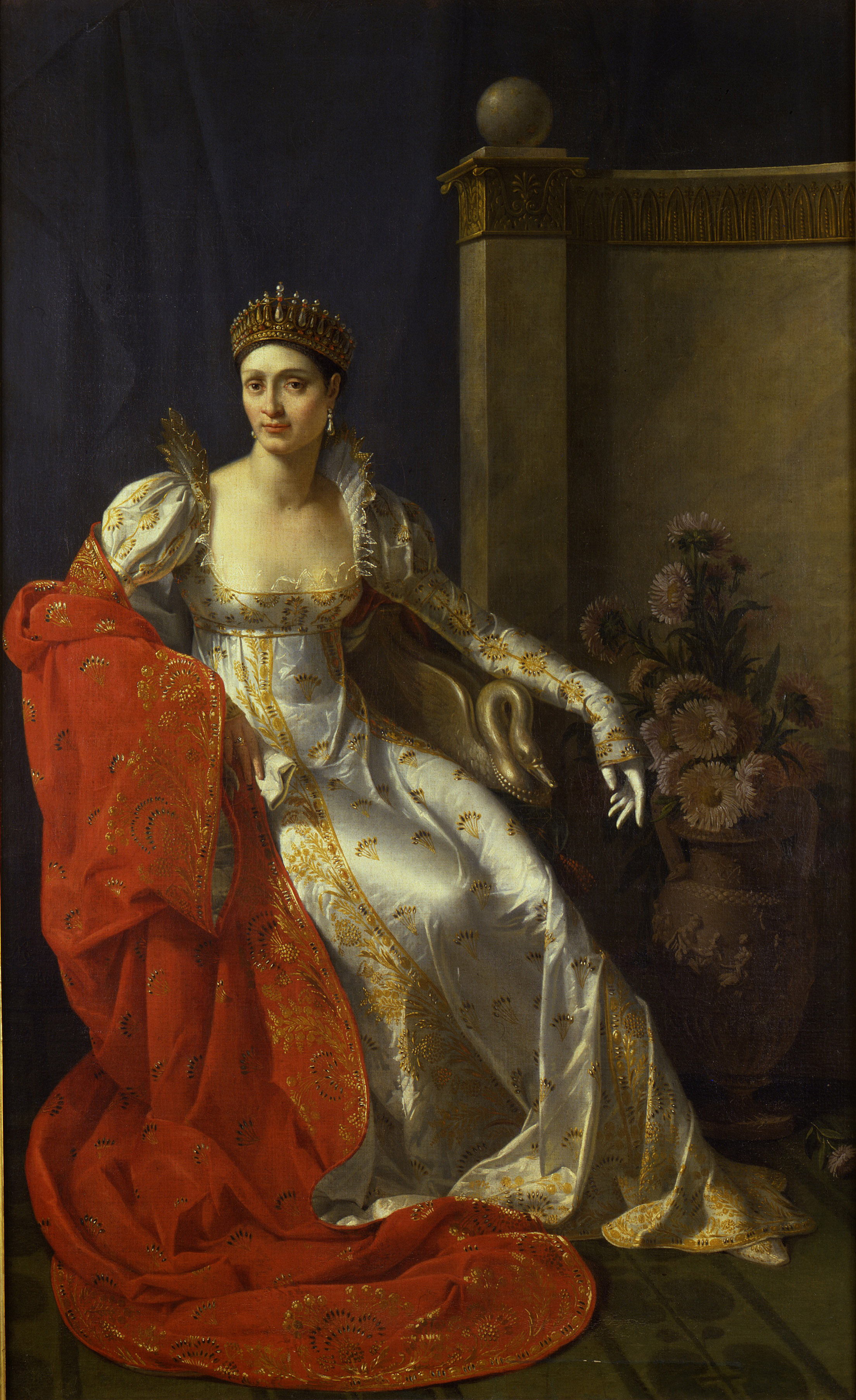
Elisa Bonaparte, sora împăratului Napoleon și ducesa de Lucca, 1806 (Lucca, Museo Nazionale di Palazzo Mansi⁠(d))
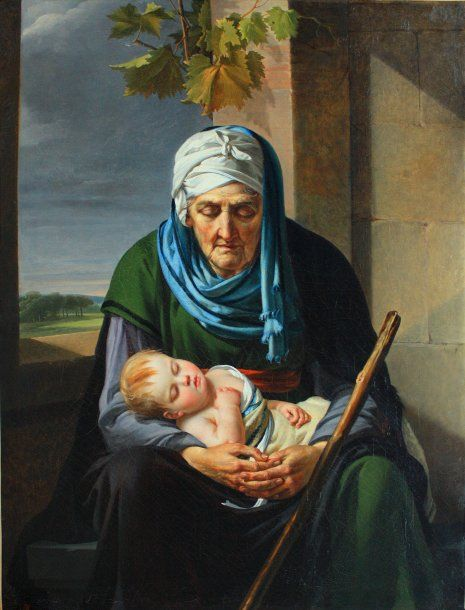
Somnul copilăriei și cel al bătrâneții, 1806 (colecție privată)